# Ахмад-Гірей
Ахмад-Гірей (*д/н — 1577/1578) — володар Сибірського ханства у 1563—1569 і 1574—1577/1578 роках.

## Життєпис
Походив з роду Шибанідів, гілки династії Чингізідів. Онук Ібака, володаря Тюменського ханства. Старший син Муртузи-султана, правителя земель між річками Ілек і Іргиз-сувук (на півночі Ногайської Орди). Останній також відомий як Муртаза-хан, правитель Малої Бухари (землі сучасної Омської області).
Дата народження достеменно невідомо. Але є згадки, що 1510 року Муртаза-султан втік разом з братом Кутлук-ханом після поразки від сибірського хана Ангіша з Тайбугінів, а потім разом з братом виховувався при дворі Шейх-Мамая, бія Ногайської Орди, що панував в 1-й половині 1540-х років. Після смерті того у 1549 році повернувся до батька. Поставлений намісником над підвладними племенами башкир.
Десь наприкінці 1550-х років був співправителем батька. Відомо, що від імені Муртази та Ахмад-Гірея відправлялося посольство на чолі із Ташкіном до московського царя Івана IV щодо розв'язання суперечки з прав на Сибірське ханство.
1563 року разом з молодшим братом Кучумом, скориставшись смертю Ісмаїл-бія, правителя ногаїв і союзника братівЄдигера і Бекбулата (правителів Сибірського ханства), Ахмад-Гірея спільно з братом виступив проти останніх. В результаті династію Тайбугінів було повалено, а Ахмад-Гірей став новим сибірським ханом. Тривалий час вважалося, що 1563 року ханом став Кучум, але вченому В. В. Трепавлову у листі від 22 вересня 1563 року від Івана IV бію Ісмаїла-бея, опублікованому ще XVIII в., вдалося виявити, що в публікацію не потрапила остання фраза документа: «А нині на тому юрті Ахмет Кірей царевич», тобто престол був зайнятий не Кучумом, яке старшим братом Ахмад-Гіреєм.
1569 року після смерті батька передав владу в ханстві братові Кучуму, а сам вирушив спадкувати батьківські землі між річками Ілек і Іргиз-сувук. Близько 1570 року оженився на доньці казахського султана Шигая.
1574 року з невідомих причин повертається до Кашлику, де знову стає сибірським ханом. При значив верховним сеїдом ханства Дін-Алі бен Міраліз Ургенча. Продовжив політику ісламізації мансів та ханти, розпочату братом. 1577/1578 року його було вбито тестем Шигаєм. Повнота влади перейшла до Кучума.